# Pluakdaeng United FC
Pluakdeng Rayong United FC (taj. ปลวกแดง ยูไนเต็ด) – tajski klub piłkarski mający siedzibę w Prachinburi. W sezonie 2020/2021 gra na czwartym szczeblu ligowym w kraju.

## Opis
Klub został założony w 2005 roku. W 2012 roku awansował na drugi szczebel ligowy. Gra na CK Stadium.